# Padres apostólicos
Os padres apostólicos (ou pais apostólicos) eram teólogos cristãos centrais entre os Padres da Igreja que viveram nos séculos I e II d.C, que se acredita terem conhecido pessoalmente alguns dos Doze Apóstolos, ou que foram significativamente influenciados por eles. Seus escritos, embora amplamente divulgados no cristianismo primitivo, não foram incluídos no cânon do Novo Testamento. Muitos dos escritos derivam do mesmo período de tempo e localização geográfica de outras obras da literatura cristã primitiva que passaram a fazer parte do Novo Testamento. Alguns dos escritos encontrados entre os Padres Apostólicos parecem ter sido tão altamente considerados quanto alguns dos escritos que se tornaram o Novo Testamento.[carece de fontes?]

## Resumo
O rótulo Padres Apostólicos tem sido aplicado a esses escritores apenas desde o século XVII, para indicar que eles eram vistos como representando a geração que teve contato pessoal com os Doze Apóstolos. O uso mais antigo conhecido do termo "Pais Apostólicos (al)" foi por William Wake em 1693, quando era capelão do rei William e a rainha Maria da Inglaterra. Segundo a Enciclopédia Católica, o uso do termo Padres Apostólicos pode ser atribuído ao título de uma obra de 1672 de Jean-Baptiste Cotelier, SS. Patrum qui temporibus apostolicis floruerunt opera ("Obras dos santos padres que floresceram nos tempos apostólicos"), que foi abreviado para Bibliotheca Patrum Apostolicorum (Biblioteca dos Padres Apostólicos) por L.J. Ittig em sua edição de 1699 do mesmo.
A história do título desses escritores foi explicada por Joseph Lightfoot, em sua tradução de 1890 das obras dos Pais Apostólicos: 
 ... [A] expressão ['Pais Apostólicos'] em si não ocorre, tanto quanto observei, até tempos relativamente recentes. Sua origem, ou pelo menos sua expressão geral, provavelmente deveria ser atribuída à ideia de reunir os restos literários daqueles que floresceram na era imediatamente seguinte aos apóstolos, e que, presumivelmente, eram seus discípulos pessoais diretos. Essa ideia tomou forma pela primeira vez na edição de Cotelier durante a última metade do século XVII (1672). De fato, essa coleção teria sido uma impossibilidade alguns anos antes. A primeira metade desse século viu pela primeira vez impressa as Epístolas de Clemente (1633) e de Barnabé (1645), para não falar do grego original da Epístola de Policarpo (1633) e das Letras Ignacianas em sua forma genuína (1644, 1646). Os materiais, portanto, teriam sido muito escassos para esse projeto em qualquer época anterior. Porém, em sua página de título, Cotelier não usa a expressão real, embora ele se aproxime dela, SS. Patrum qui temporibus Apostolicis floruerunt opera; mas o próximo editor [Thomas] Ittig (1699), adota como seu título Patres Apostolici, e daí em diante ele se torna comum. 

## Lista de trabalhos
Os seguintes escritos são geralmente agrupados como tendo sido escritos pelos Padres Apostólicos:
- Epístola a Diogneto
- Cartas atribuídas a Clemente de Roma
- A Primeira Epístola de Clemente
- A Segunda Epístola de Clemente (na verdade não foi escrita por Clemente)
- A Didaqué
- A Epístola de Barnabé
- Sete epístolas atribuídas a Inácio de Antioquia (as formas mais longas dessas epístolas e as além das sete são amplamente consideradas emendas e falsificações posteriores)
- A Epístola de Policarpo
- O Martírio de Policarpo
- O Pastor de Hermas
- Fragmentos dos escritos de Papias de Hierapolis, que sobreviveram como citações em escritores posteriores
- Um pequeno fragmento de uma escrita de Quadrado de Atenas (isso não aparece na maioria das edições anteriores c. 1980)

 Todas ou a maioria dessas obras foram originalmente escritas em grego. Traduções em inglês publicadas também foram feitas por vários estudiosos do cristianismo primitivo, como Joseph Lightfoot, Kirsopp Lake, Bart D. Ehrman e Michael W. Holmes.  A primeira tradução para o inglês das obras dos Padres Apostólicos foi publicada em 1693, por William Wake (1657-1737), então reitor de Westminster St James, mais tarde (1716) arcebispo de Canterbury .  Foi praticamente a única tradução em inglês disponível até meados do século XIX. Desde a sua publicação, muitos melhores manuscritos das obras dos Padres Apostólicos foram descobertos. 
Existem várias edições de texto em grego:
- Os Padres Apostólicos. Vol. 1. I Clemente. II Clemente. Inácio. Polycarp. Didache. Barnabé. Biblioteca Clássica Loeb . Cambridge: Harvard University Press, 1912 Kirsopp Lake;
- Os Padres Apostólicos. Vol. 2) Pastor de Hermas. Martírio de Policarpo. Epístola a Diogneto. Biblioteca Clássica Loeb . Cambridge: Harvard University Press, 1913 Kirsopp Lake;
- Os Padres Apostólicos. Vol. 1 Eu Clemente. II Clemente. Inácio. Polycarp. Didache. Biblioteca Clássica Loeb . Cambridge: Harvard University Press, 2003 Bart Ehrman (substitui Lake);
- Os Padres Apostólicos. Vol. 2) Epístola de Barnabé. Papias e Quadratus. Epístola a Diogneto. O pastor de Hermas. Biblioteca Clássica Loeb. Cambridge: Harvard University Press, 2005 Bart Ehrman (substituiu Lake);
- Os Padres Apostólicos: Textos Gregos e Traduções em Inglês. 3ª Edição. Grand Rapids: Baker, 2007 Michael Holmes;
- Die Apostolischen Väter. Tübingen: Mohr Siebeck, 1992 Andreas Lindemann e Henning Paulsen (alemão).

## Pais

### Clemente de Roma
A Primeira Epístola de Clemente (96 d.C) foi copiada e amplamente lida e geralmente é considerada a mais antiga epístola cristã existente fora do Novo Testamento . A carta é extremamente longa, duas vezes maior que a Epístola aos Hebreus, e demonstra a familiaridade do autor com muitos livros do Antigo Testamento e do Novo Testamento. A epístola se refere repetidamente ao Antigo Testamento como escritura e inclui inúmeras referências ao Livro de Judite, estabelecendo assim o uso ou pelo menos familiaridade com Judite em seu tempo. Dentro da carta, Clemente pede aos cristãos de Corinto que mantenham harmonia e ordem. A tradição identifica o autor como Clemente, bispo de Roma, e o consenso acadêmico é esmagadoramente a favor da autenticidade da carta. As listas da igreja primitiva o colocam como o segundo ou terceiro bispo de Roma,
A Segunda Epístola de Clemente era tradicionalmente atribuída a Clemente, mas agora é geralmente considerada como tendo sido escrita mais tarde entre 140-160 d.C, e, portanto, não poderia ser obra de Clemente, que morreu em 99 d,C. Enquanto I Clemente era uma epístola, II Clemente parece ser uma transcrição de uma homilia ou sermão oral, tornando-o o mais antigo sermão cristão sobrevivente fora do Novo Testamento.  

### Inácio de Antioquia
Inácio de Antioquia (também conhecido como Teóforo, do grego para portador de Deus) ( c. 35–110) foi bispo de Antioquia. Ele pode ter conhecido o apóstolo João diretamente, e seu pensamento é certamente influenciado pela tradição associada a esse apóstolo. No caminho para o seu martírio em Roma, Inácio escreveu uma série de cartas que foram preservadas como um exemplo da teologia dos primeiros cristãos. Os tópicos importantes abordados nessas cartas incluem eclesiologia, os sacramentos, o papel dos bispos  e a natureza do sábado bíblico. Ele identifica claramente a hierarquia da igreja local composta por bispos, presbíteros e diáconos e afirma ter falado em algumas igrejas através da inspiração do Espírito Santo. Ele é o segundo depois de Clemente a mencionar as epístolas paulinas.

### Policarpo de Esmirna

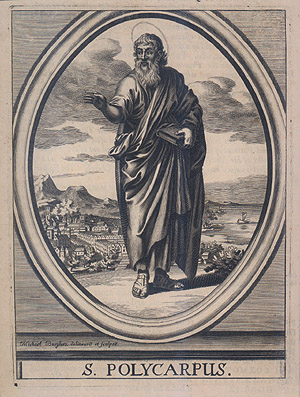
São Policarpo, retratado com um livro como símbolo de seus escritos.

Policarpo de Esmirna (69 - c. 155) foi bispo de Esmirna (hoje Izmir, na Turquia). Seu aluno Irineu escreveu que ele "não foi apenas instruído pelos apóstolos e conversou com muitos que haviam visto o Senhor, mas também foi nomeado bispo pelos apóstolos na Ásia e na igreja em Esmirna" e que ele próprio, quando menino, ouviu "os relatos que (Policarpo) deu sobre sua relação com João e com os outros que haviam visto o Senhor". As opções para esse João são João, filho de Zebedeu, tradicionalmente visto como o autor do Quarto Evangelho, ou João, o Presbítero. Os defensores tradicionais seguem Eusébio, insistindo que a conexão apostólica de Papias estava com João Evangelista, e que esse João, autor do Evangelho de João, era o mesmo que o apóstolo João. Policarpo tentou e falhou em convencer Aniceto, bispo de Roma, a fazer o Ocidente celebrar a Páscoa no dia 14 de Nisan, como no Oriente . Ele rejeitou a sugestão do bispo de que o Oriente usasse a data ocidental. Em 155, os esmiranos exigiram a execução de Policarpo como cristão, e ele morreu mártir. Sua história conta que as chamas construídas para matá-lo se recusaram a queimá-lo e que, quando ele foi esfaqueado até a morte, tanto sangue saiu de seu corpo que apagou as chamas ao seu redor. Policarpo é reconhecido como um santo nas igrejas católica romana e ortodoxa oriental.

### Didaquê
O Didaquê ( em grego:  Διδαχή, 'Didakhé', lit. "Ensino") é um breve e antigo tratado cristão, datado desde 50 d.C até o final do século I. Ele contém instruções para comunidades cristãs. O texto, parte do qual pode ter constituído o primeiro catecismo escrito, possui três seções principais que tratam de lições cristãs, rituais como o batismo e a Eucaristia e organização da igreja. Foi considerado por alguns dos Padres da Igreja como parte do Novo Testamento, mas foi rejeitado por outros. Os estudiosos conheciam o Didaquê através de referências em outros textos, mas o próprio texto havia sido perdido sendo redescoberto em 1873.  

### Pastor de Hermas
O pastor de Hermas do século II era popular na igreja primitiva, e até foi considerado bíblico por alguns dos pais da igreja, como Irineu e Tertuliano. Foi escrito em Roma em grego koiné. O pastor tinha grande autoridade nos séculos II e III. O trabalho compreende cinco visões, 12 mandatos e 10 parábolas. Baseia-se na alegoria e presta especial atenção à Igreja, chamando os fiéis a se arrependerem dos pecados que a prejudicaram.